# Саадатулла-хан I
Саадатулла-хан I, Мухаммад Сайид Саадатулла-хан (урду سعادت اللہ خان اول‎‎; ? — 1732) — третий наваб Карнатаки (1710—1732), основатель династии Наваят.

## Биография
Мухаммад Сайид был последним могольским губернатором, который был назначен навабом Карнатака с титулом Саадатулла-хан. Он перенес столицу княжества из Джинджи в Аркот . Как и его предшественники, он также обладал контролем над всеми территориями Империи Великих Моголов на юге. Воевал с Майсуром и достигал его столицы Шрирангапатнама, заставлял махараджу Майсура Додду Кришнараджу I заплатить огромную дань дань.
В 1711 году Саадатулла-хан начал требовать от англичан возврата пять деревень, предоставленных в 1708 году Британской Ост-Индской компании. Англичане сопротивлялись и даже готовились к войне. Саадатулла-хан потребовал также Эгмор, Тондиарпет и Пурасавалкам. Но дело было мирно улажено благодаря добрым услугам Сункурамы и Райасама Папайи, главных торговцев компании.
После смерти могольского императора Аурангзеба, из-за неспособности его преемника, контроль Дели над провинциями обширной империи стал слабым. Не имея детей, Саадатулла-хан усыновил сына своего брата Гулама-Али-хана Дост-Али-хана как своего собственного и назначил его своим преемником. Он получил личное согласие императора Великих Моголов на этот шаг, даже не сообщив о своем желании низаму Хайдарабада из Декана.
Хотя Низам Хайдарабада претендовал на верховенство над навабом Карнатаки, его контроль стал очень слабым, и он не мог помешать тому, чтобы должность наваба стала наследственной, и поэтому он мудро ограничил себя правом давать свое официальное одобрение их назначению. Таким образом, Саадатулла-хан стал первым и независимым правителем Карнатика, простирающегося от реки Годикаме на севере до границ Траванкора на юге и заключенного между Восточными Гатами и морем.
Президент Мадраса Джозеф Коллетт получил от Саадатулла-хана в 1717 году фирман на владение населенными пунктами Тирувоттиюр, Саттангаду, Кативакам, Высарпады и Нунгамбаккам.